# دایشی نوبویوکی
دایشی نوبویوکی (انگلیسی: Daishi Nobuyuki؛ زادهٔ ۲۳ اوت ۱۹۶۸) ریکیشی، و خواننده اهل ژاپن است.